# Holzhausenschlösschen

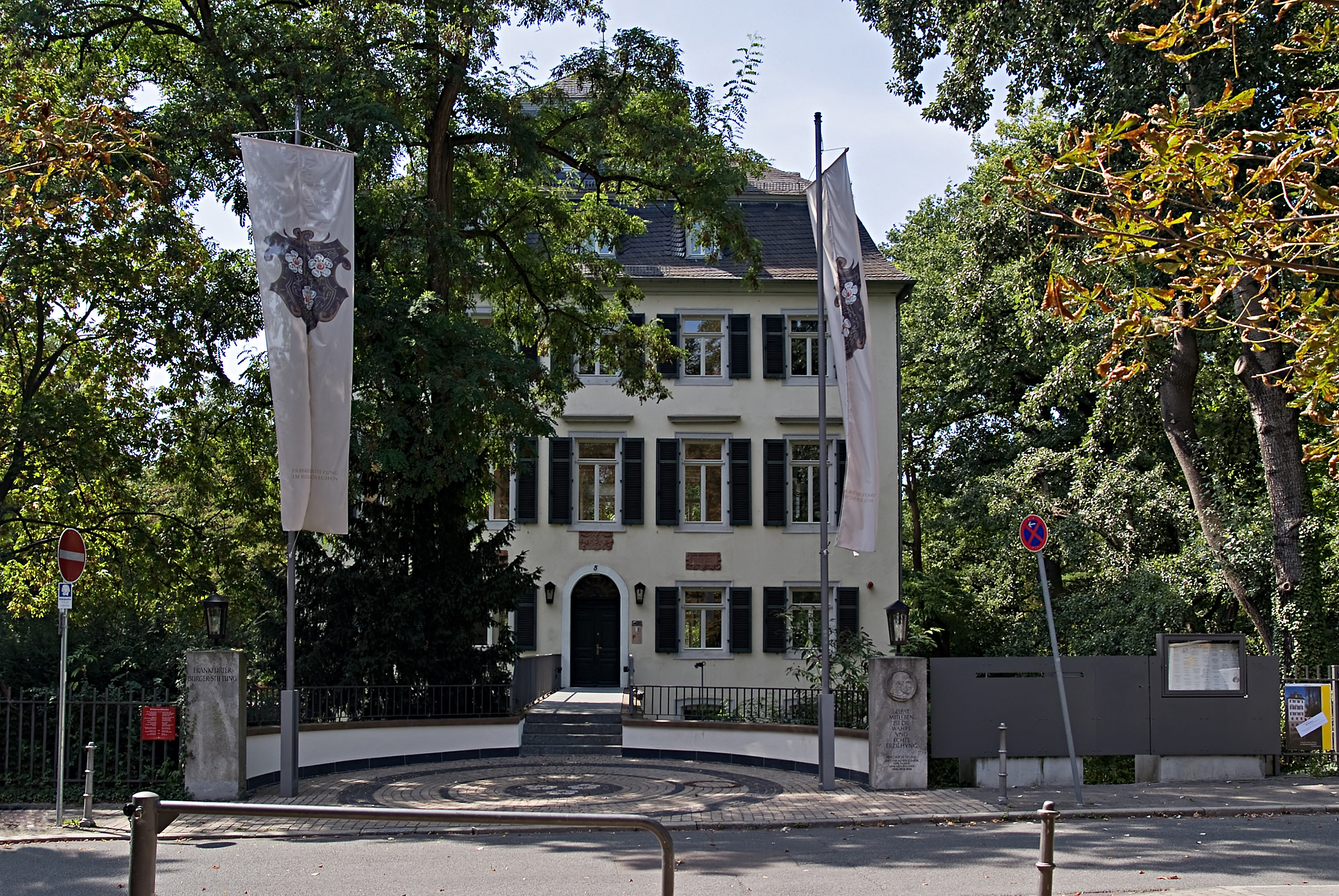
Holzhausenschlösschen, Ostfassade mit Brücke und Eingang (2009)

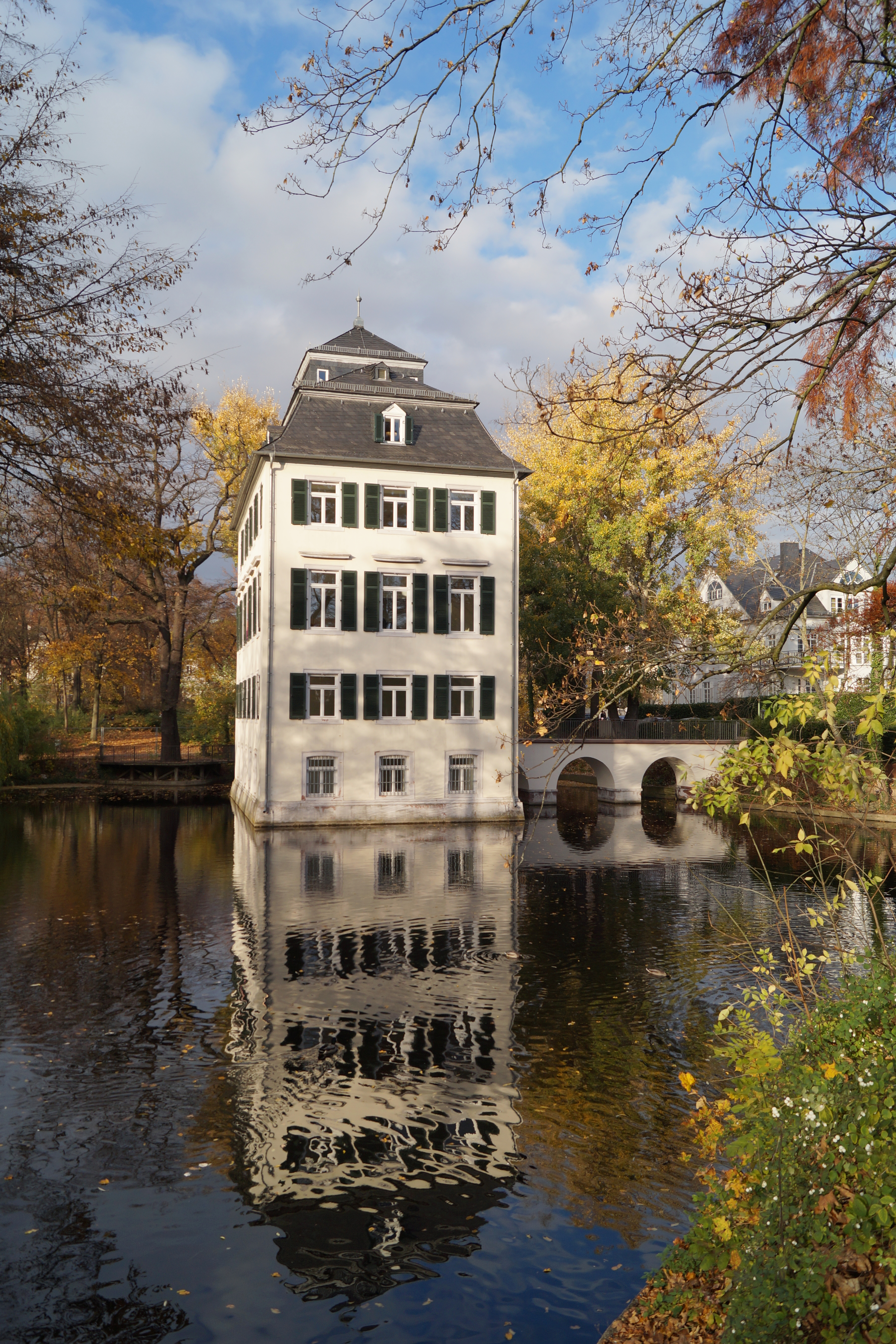
Holzhausenschlösschen, Ansicht von Südwesten (2015)

Das Holzhausenschlösschen (früher auch Holzhausen Oed) ist ein barockes Wasserschloss in Frankfurt am Main, an drei Seiten umgeben vom Holzhausenpark. Es wurde von der Frankfurter Patrizierfamilie Holzhausen auf einem ihr gehörenden Gutshof errichtet, der damals nördlich der Frankfurter Stadtgrenze lag. Bedingt durch das Wachstum der Stadt im 19. Jahrhundert liegt es heute im Frankfurter Stadtteil Nordend.

## Vorgeschichte
Die landwirtschaftliche Nutzung des Areals durch die Familie Holzhausen reicht bis ins Mittelalter zurück. Das Gelände wurde damals als Holzhausen Oed bezeichnet. Die Bezeichnung „Oed“ oder „Oede“ bezieht sich auf eine seinerzeit noch weit außerhalb der befestigten Stadt Frankfurt gelegene Heide.
Hier stand eine Wasserburg in dem damals noch viel größeren Burgweiher, die 1540 aufgestockt und ausgebaut, aber 1552 bei der Belagerung Frankfurts durch protestantische Reichsfürsten um Moritz von Sachsen zerstört wurde. Aus dieser Zeit stammt auch die früheste bekannte bildliche Darstellung der Holzhausen Oed, und zwar auf dem Plan von Conrad Faber von Kreuznach, der deren Brand bei der Belagerung zeigt. 1571 wurde die Anlage wiederhergestellt.

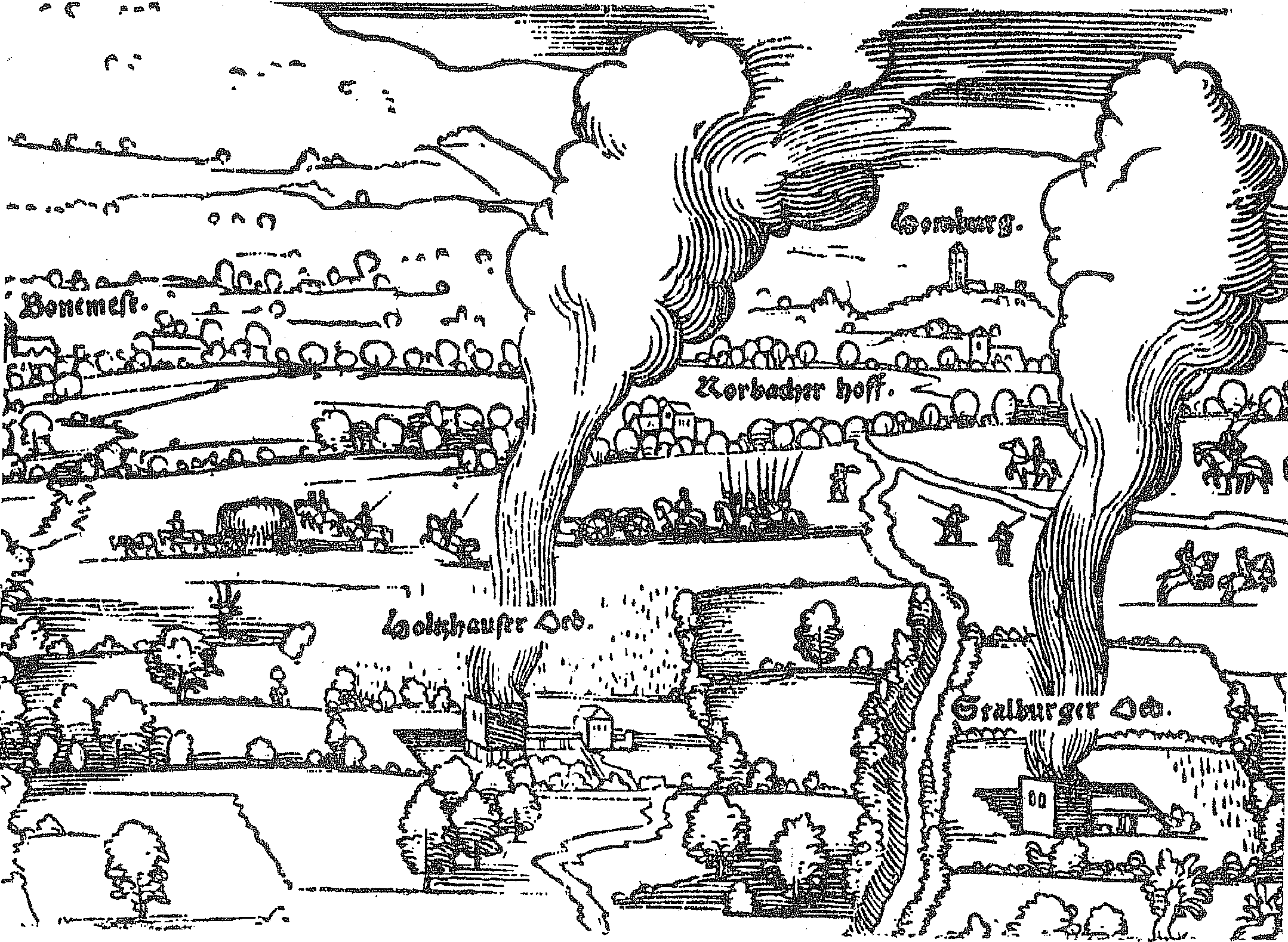
Die brennende Holzhausen-Oede auf dem Plan des Conrad Faber von Kreuznach 1552.

## Bau
1729 ließ Johann Hieronymus von Holzhausen auf den Fundamenten der Wasserburg nach Plänen des kurz zuvor verstorbenen Louis Remy de la Fosse ein kleines Wasserschloss als repräsentativen Sommersitz für seine Familie errichten. Er ahmte damit als Mitglied der obersten bürgerlichen Schicht der Freien Reichsstadt Frankfurt einen Lebensstil nach, wie ihn der zeitgenössische Adel pflegte.
Der Bau zeigt sich als schlichter Rechteckbau, der an der Breitseite fünf und an der Schmalseite drei Fensterachsen aufweist. Das Gebäude deckt ein zweigeschossiges Mansarddach, dessen oberes Stockwerk ein quadratisches Oberlicht bildet. Erschlossen wird es über eine dreibogige Steinbrücke, die wohl eine Zugbrücke des Vorgängerbaus ersetzt und vor dem Zweiten Weltkrieg überdacht war. Das rundbogige Portal des Gebäudes könnte ein Rest der Renaissance-Anlage sein. Es führt in das Eingangsstockwerk, über dem sich die Beletage sowie darüber ein weiteres Vollgeschoss befinden. Unter der Eingangsebene, unmittelbar über dem Wasserspiegel, besteht ein weiteres, ein „Kellergeschoss“.

## Weitere Verwendung

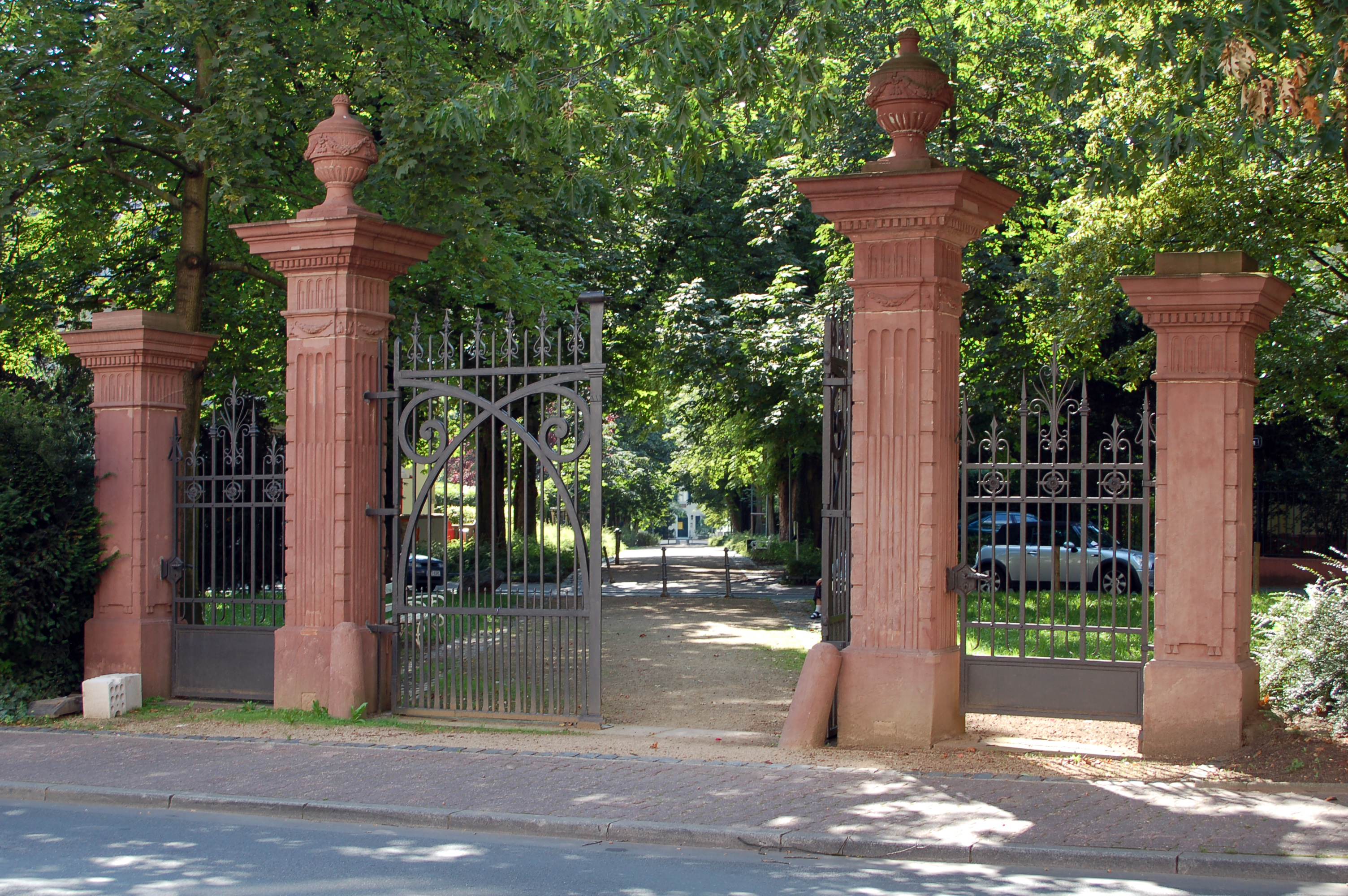
Holzhausentor am Oeder Weg und Zufahrtsallee zum Schlösschen

Aufgrund der in der Gründerzeit erfolgten Überbauung eines großen Teils des Parkgeländes ist die einstmals weit ausholende repräsentative Geste der Anlage heute kaum noch erfahrbar. In Resten ablesbar ist ihre Weitläufigkeit noch durch die Lage des erhaltenen schmiedeeisernen Tores vom Ende des 18. Jahrhunderts im Louis-seize-Stil, Rest der einstigen Einfriedung am Oeder Weg, über 200 Meter entfernt vom Schlösschen, verbunden mit einer Allee, deren Kastanienbäume aus der Zeit um 1910 stammen. Damals wurde auch der Burgweiher auf 0,2 Hektar verkleinert. Im Jahr 1914 wurde das Holzhausenschlösschen als Postanschrift des Architekten Ernst May angegeben, der anscheinend Räume des Hauses als Wohnung bzw. Architekturbüro nutzte.
Das letzte männliche Mitglied der Familie Holzhausen, Adolph Freiherr von Holzhausen, schenkte das Schloss und den umgebenden Park der Stadt Frankfurt am Main. Diese brachte hier die Frankfurter Abteilung des Reichsarchivs unter. 1944 erlitt das Gebäude während der Luftangriffe auf Frankfurt am Main Schäden durch Fliegerbomben, die nach 1949 beseitigt wurden.
Von 1953 bis 1988 beherbergte das Schlösschen das Frankfurter Museum für Vor- und Frühgeschichte. Die Ausstellung zeigte Funde aus der Archäologie Frankfurts, war aber von Anfang an räumlich stark beschränkt. Als Ausstellungsräume standen zunächst nur das Erdgeschoss und Treppenhaus zur Verfügung. Eine Dauerausstellung zur Römerstadt Nida-Heddernheim befand sich seit 1976 ausgelagert im Deutschordenshaus. Erst mit dem Umzug in das heutige Museumsgebäude im Karmeliterkloster 1989 besserte sich die räumliche Situation des Museums.
Seit 1989 ist das Holzhausenschlösschen Sitz der Frankfurter Bürgerstiftung, die es 1995 und 2014 im Inneren grundlegend umbaute. Hier finden regelmäßig kulturelle Veranstaltungen statt.